# Kuglefiltmos
Kuglefiltmos (Aulacomnium androgynum), ofte skrevet kugle-filtmos, er et almindeligt mos på mørnede træstubbe.
Det kendes let på sine iøjnefaldende grønne ynglelegemer, der sidder i kugler
i spidsen af skuddet.
Kuglefiltmos er et lille, spinkelt mos, der danner op til 4 cm høje tuer.
De lancetformede blade er omkring 1 mm lange og forsynet med en ribbe, der
ender kort før bladspidsen. Sporehuse er sjældne. I stedet formerer
kuglefiltmos sig vegetativt ved ynglelegemer, der sidder på en kort stilk i spidsen
af skuddet.
Kuglefiltmos er udbredt i Europa op til 63 grader nordlig bredde, i store dele af Asien og Nordamerika. Desuden er den kendt fra De Kanariske Øer og Patagonien i Sydamerika.